# Tyne Gap
Tyne Gap är ett bergspass i Storbritannien.   Det ligger i grevskapet och kommunen Northumberland i riksdelen England, i den centrala delen av landet, 400 km norr om huvudstaden London. Tyne Gap ligger 218 meter över havet.
Terrängen runt Tyne Gap är platt åt nordväst, men åt sydost är den kuperad. Runt Tyne Gap är det ganska glesbefolkat, med 26 invånare per kvadratkilometer. Närmaste större samhälle är Haltwhistle, 4,2 km sydost om Tyne Gap. Trakten runt Tyne Gap består i huvudsak av gräsmarker.